# Identitarisme
L'identitarisme és una ideologia política associada al nacionalisme excloent aparegut a finals del segle xx a Europa que considera la identitat un fet sanguini i sovint catalogada com a extrema dreta i populista. Algunes característiques del discurs identitari són la defensa del model de família nuclear i del dret a la tinença d'armes personals, la desconfiança respecte del feminisme, l'atac al multiculturalisme i la percepció de les persones migrants com una amenaça.

## El moviment identitari a Europa

La lambda és el símbol de l'identitarisme en tribut als hoplites, una milícia de llancers de l'antiga Grècia que la portaven a l'escut.

L'origen del moviment identitari es remunta a l'Estat francès el 2003 al voltant del partit extraparlamentari islamòfob i antiimmigració Les Identitaires, creat després de la dissolució d'Unité radicale arran de la temptativa d'assassinat al president Jacques Chirac per part d'un militant del partit extint. Els grups d'afinitat a Facebook i els seguidors d'aquells joves neonazis van créixer i van formar-se seccions nacionals especialment a Àustria i a Alemanya. Actualment, dintre els partits anomenats identitaris, existeixen diverses visions sobre el mateix concepte que es conjuminen en la defensa d'una Europa «blanca i cristiana».
Els partits més rellevants que defensen la identitat ètnica com una ideologia són presents en diferents graus als parlaments dels seus països, així com al Parlament Europeu. En l'actualitat, hi ha diversos eurodiputats que s'agrupen entorn dels grups Identitat i Democràcia (2019) i Conservadors i Reformistes Europeus (2009) o com a no inscrits. Anteriorment o havien fet al grup Europa de la Llibertat i la Democràcia (2009-2014) i, abans, Identitat, Tradició, Sobirania també n'aglutinava (2007) abans de la seva dissolució. Els partits més importants són Alternativa per Alemanya, el Partit de la Llibertat d'Àustria, el Partit Popular Suís, Reagrupament Nacional de França, l'Interès Flamenc, el Partit per la Llibertat dels Països Baixos, la Lliga Nord d'Itàlia, el Reagrupament Popular Ortodox de Grècia, la Unió Nacional Atac de Bulgària, Llei i Justícia de Polònia, el Partit Popular Danès, el Partit del Progrés de Noruega, el Partit dels Finlandesos, Jobbik - Conservadors d'Hongria i els Demòcrates de Suècia, tots ells amb representació parlamentària.
A Catalunya existeix l'associació Moviment Identitari Català (MIC) i els partits polítics Som Catalans, que no té representació parlamentària, i Aliança Catalana i el Front Nacional de Catalunya amb representació en alguns ajuntaments d'ençà de les eleccions municipals del 2023.